# РОССПЭН
«Полити́ческая энциклопе́дия» (прежнее название — Российская политическая энциклопедия; РОССПЭН) — российское научное издательство, специализирующееся на выпуске исторической литературы. Основано историками В. В. Шелохаевым и А. К. Сорокиным в 1991 году. Является ведущим публикатором архивных документов и научных работ по российской и советской истории XX века.

## Деятельность
Во второй половине 1990-х годов выпустило несколько научных комментированных публикаций сочинений античных и средневековых авторов в серии «Классики античности и средневековья»: Геродиана, Юстина, Аврелия Виктора, Эйнхарда, Рихера Реймского и др. В начале 2000-х годов опубликовало несколько изданий в серии «Русская историческая библиотека»: Григория Котошихина, Николая Мархоцкого и др.
В конце 2000-х годов издательство РОССПЭН совместно с Фондом первого президента России Б. Н. Ельцина выпустило стотомную серию «История сталинизма», в которую вошли работы как российских, так и зарубежных учёных. Этот проект стал номинантом премии Международной ассоциации книгоиздателей. Другой крупный проект РОССПЭНа — «Библиотека отечественной общественной мысли с древнейших времен до начала XX века» в 119 томах — в 2010 году удостоился награды общероссийского конкурса «Книга года». Издательство имеет несколько наград ЮНЕСКО.

## Серии
- История политической мысли
- Классики античности и средневековья
- Научная философия
- Философы России XX века